# Cleome oxalidea
Cleome oxalidea là một loài thực vật có hoa trong họ Màng màng. Loài này được F.Muell. mô tả khoa học đầu tiên năm 1858.